# La Galigo

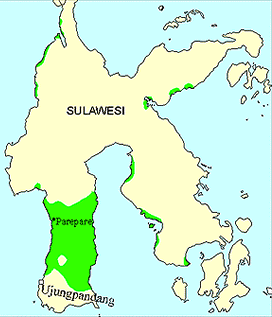
Verbreitungsgebiet der Buginesischen Sprache

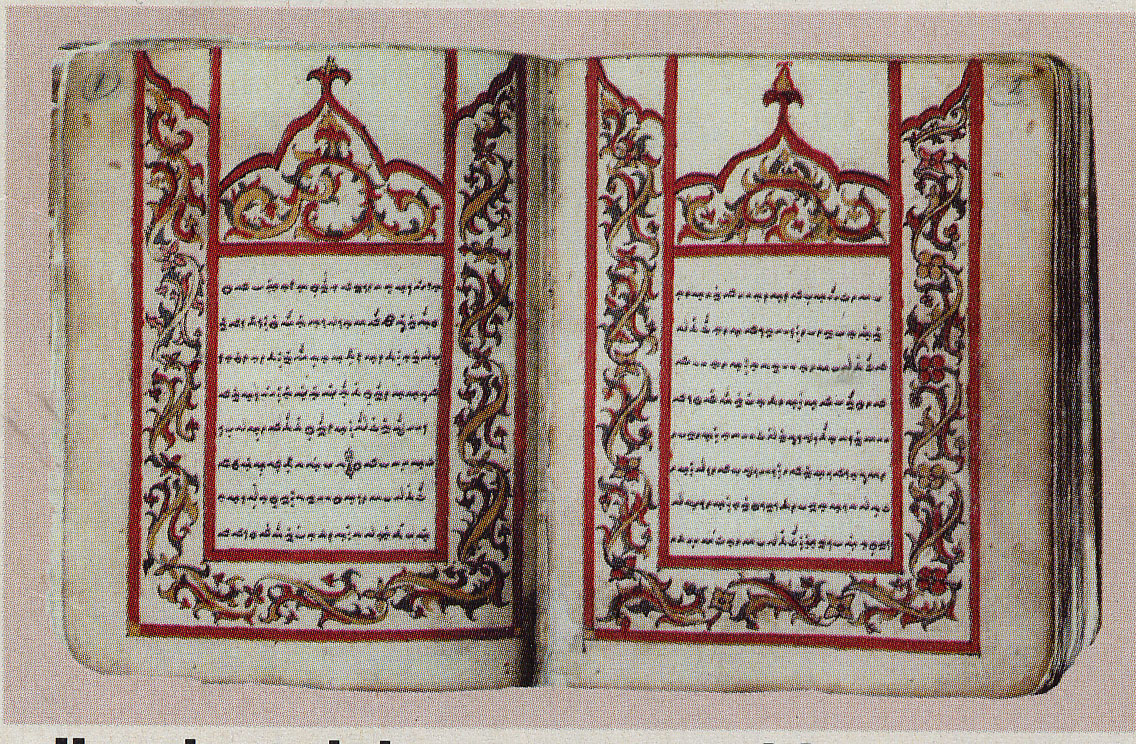
Manuskript des La Galigo aus dem 14. Jh.

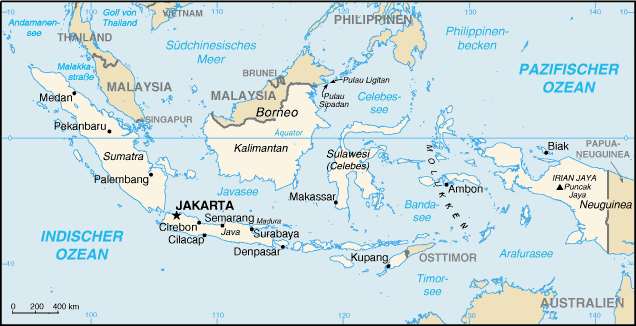
Sawerigadings Reiseziele

La Galigo, auch Sureq Galigo, ist ein Epos in der alten Sprache der Bugis von Sulawesi (Indonesien), das in vielen Handschriften überliefert ist. Der Text umfasst etwa 300.000 Verse, etwa 6000 Seiten und ist eines der längsten je verfassten literarischen Werke (ungefähr 20 Mal die Länge der Odyssee). Das Epos wurde zwischen dem 13. und 15. Jahrhundert geschrieben. Obwohl La Galigo nicht als Geschichtswerk zu sehen ist, gibt es Historikern eine Vorstellung von der Gesellschaft der Bugis von Süd-Sulawesi im 14. Jahrhundert. Das in der Universitätsbibliothek Leiden aufbewahrte Manuskript wurde am 25. Mai 2011 wegen seiner weltweiten Bedeutung und des außergewöhnlichen universellen Wertes in das UNESCO-Memory of the World Register eingetragen.
La Galigo ist der Name einer Figur in dieser Geschichte, das Epos erzählt den Mythos der Schöpfung, eingeschlossen in den Abenteuern des großen Kriegers Sawerigading und seiner inzestuöse Liebe zu seiner Zwillingsschwester We Tenriabeng.

## Inhalt
Sawèri-gàding La-Tanritâppu Pamàdalâtte Lâwe Towanjompa La-Madukallang Lângi-puwang Fürst von Wâra (in Luwu), kurz Sawerigading genannt, ist der Sohn des Königs von Luwu, Batara Lattu, und der Enkel von Batara Guru, der als erstes Götterwesen vom Himmel auf die Erde herabstieg. In seiner Jugend machte Sawerigading eine Reihe von Reisen, die ihn unter anderem nach Celebes, zu den Molukken und nach Sumbawa, sowie zu einigen nicht identifizierbaren Ländern führten. Eine dieser Reisen führte ihn zur Insel des kosmischen Baumes Pao Jengki, dessen Äste in den Himmel und dessen Wurzeln bis zur Erdmitte reichen. Er sieht den großen Meereswirbel, der alle Wasser der Welt bewegt, und dringt sogar zweimal in das Land des Todes vor. Beim ersten Aufenthalt dort muss er darauf verzichten, die soeben verstorbene Prinzessin We Pinrakati mit sich an die Oberwelt zu nehmen, beim zweiten Versuch gelingt es ihm, Welle ri Lino zu den Lebenden zurückzubringen.
Wieder in Luwu eingetroffen, sieht Sawerigading zum ersten Male seine bei der Geburt von ihm getrennte Zwillingsschwester We Tenriabeng, in die er sich sofort verliebt. Allen Vorhaltungen seines Gefolges und auch dem Widerspruch We Tenriabengs will er nicht folgen, sondern beschließt, sie zu heiraten. Als letzten Ausweg berichtet seine Schwester von einer Cousine, We Cudai, die im Land Cina lebe und ihr haargenau gleiche. Sie gibt ihrem Bruder eine Haarsträhne, eines ihrer Armbänder und einen Ring mit auf die Reise. Sawerigading schnitzt sich ein Schiff aus dem Stamm des gigantischen Baumes Welenreng, den er dafür allerdings fällen muss. Dabei stürzen alle Nester der in der Krone nistenden Vögel herunter, die Eier zerbrechen und verursachen eine riesige Flut. Deshalb leistet Sawerigading das Sühnegelübde, nie mehr den Boden von Luwu zu betreten.
Nach vielen Abenteuern und Schlachten findet er schließlich We Cudai und heiratet sie. Sie haben einen Sohn La Galigo, den Namensgeber des Epos, sowie eine Tochter We Tenrido, die zu einer bissu (Schamanin, Medium) ausgebildet wird. Als sein Enkel La Tenritatta heiratet und Sawerigading sein Gelöbnis, nie wieder Luwu zu betreten, bricht, wird er zusammen mit We Cudai von einer Woge verschlungen. In der Unteren Welt übernimmt er von Guri ri Selling die Herrschaft, seine Schwester We Tenriabeng und ihr Gatte Remmang ri Langi werden Herrscher der Oberen Welt. Als eine von Sawerigadings Töchtern und einer von We Tenriabengs Söhnen heiraten und Kinder bekommen, erlischt die Verbindung zwischen Welt und Himmel endgültig und die Menschheit ist auf sich allein gestellt.

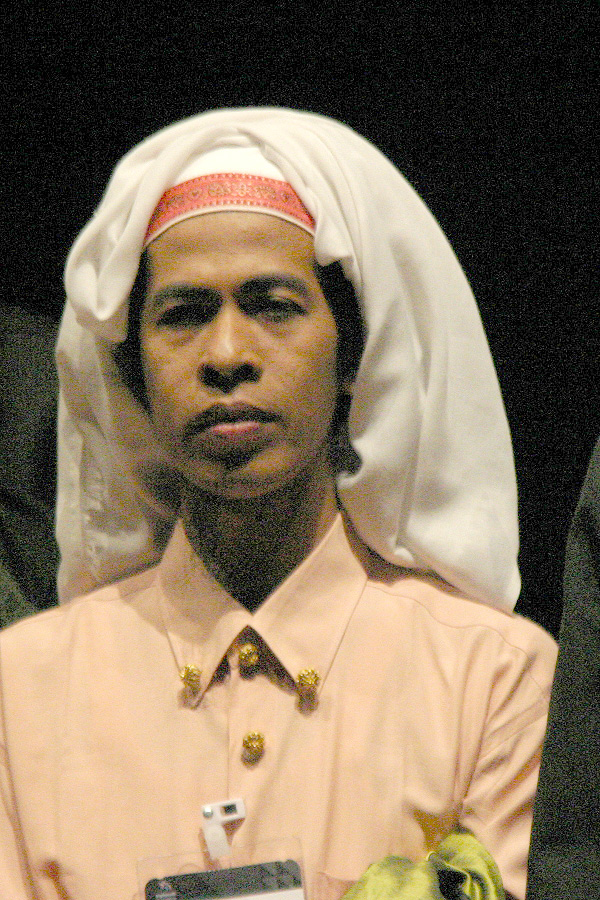
Puang Matoa, einer der letzten Bissu-Priester, als Teilnehmer einer Aufführung von I La Galigo in Singapur 2004

## Rezeption
Der Regisseur Robert Wilson hat im Jahr 2004 I La Galigo, eine Bühnenumsetzung von La Galigo, geschaffen. Die Aufführungen fanden 2004 und 2005 in Singapur, Amsterdam, Barcelona, Madrid, Lyon, Ravenna, New York City, Jakarta und Melbourne statt.
Die bekannte Ethnik-Tänzerin Coppong Daeng Rannu (* 1920 in Gowa, Süd-Sulawesi) aus Makassar tanzte dabei die Figur der Reisgöttin.